# زبيدي أطلسي
زبيدي أطلسي (الاسم العلمي:Peprilus triacanthus) (بالإنجليزية: Atlantic butterfish)‏ هو نوع من الأسماك يتبع جنس الزبيدي البيبريلي من فصيلة الأسماك الزبيدية.